# Rue Aubriot
Rue Aubriot je ulice v Paříži v historické čtvrti Marais. Nachází se ve 4. obvodu.

## Poloha
Ulice vede od křižovatky s Rue Sainte-Croix-de-la-Bretonnerie a končí na křižovatce ulic Rue des Blancs-Manteaux. Ulice je orientována od jihu na sever.

## Historie
Ulice je zmiňována v básni Le Dit des rues de Paris pod názvem Rue du Puis (neboli Rue du Puits, tj. Studniční) podle veřejné studny zřízené zde v roce 1267. V roce 1540 je ulice na plánu města uvedena jako Rue de Fortune, později ovšem měla opět svůj původní název. V 19. století byl název doplněn na Rue du Puits-aux-Marais, podle čtvrti, ve které ulice ležela, aby se odlišila od jiných ulic podobného názvu ve městě.
Ministerská vyhláška z 3. března 1799 stanovila šířku této silnice na 7 metrů. V 19. století byla ulice 94 metrů dlouhá a nacházela se v bývalém 7. obvodu. Začínala u Rue Sainte-Croix-de-la-Bretonnerie a skončila u Rue des Blancs-Manteaux.
Na základě královské vyhlášky z 28. října 1838 byla její šířka zvětšena na 10 metrů. Vyhláškou z 27. února 1867 byla ulice přejmenována. Ulice nese jméno pařížského prévôta Huga Aubriota (asi 1320–1382). Ten nechal ve 14. století pod Rue Montmartre vybudovat první klenuté stoky a v letech 1370–1383 byl pověřen dohledem nad stavbou Bastily, u které 22. dubna 1370 položil základní kámen.

## Zajímavé objekty
- v domě č. 2 bydlel astronom Michel Lefrançois de Lalande (1766–1839)
- dům č. 3 má portál posunutý mimo osu vozovky pro usnadnění průjezdu starých kočárů
- v domě č. 7 se nachází mariavitistiská kaple sv. Marie založená roku 1972
- dům č. 9 má portál a vrata chráněný jako historická památka, který fotografoval Eugène Atget
- dům č. 10: bývalý hôtel Vaton (1616), který v roce 1705 zdědil Louis Havis (1703–1782), poradce krále Ludvíka XIV. Původní palác přestavěl.